# Prohormona N-terminal del pèptid natriurètic cerebral
La prohormona N-terminal del pèptid natriurètic cerebral (NT-proBNP) és una prohormona amb una proteïna inactiva N-terminal de 76 aminoàcids que s'escindeix de la molècula per alliberar el pèptid natriurètic cerebral (BNP).
Tant els nivells de BNP com de NT-proBNP a la sang s'utilitzen per al cribratge, el diagnòstic de la insuficiència cardíaca congestiva aguda (ICC) i poden ser útils per establir pronòstic en la insuficiència cardíaca, ja que ambdós marcadors solen ser més alts en pacients amb pitjor evolució. Les concentracions plasmàtiques de BNP i NT-proBNP també solen augmentar en pacients amb insuficiència ventricular esquerra asimptomàtica o simptomàtica i s'associen a la malaltia de l'artèria coronària.